# Косолистник увігнутолистий
Косолистник увігнутолистий (Plagiothecium cavifolium) — вид мохів порядку гіпнобрієвих (Hypnales).

## Поширення
Ареал охоплює такі частини світу: Європа, Північна Америка, Азія.
Населяє скелі у вологих захищених місцях, ущелинах скель, під скелястими виступами, торф'янистому ґрунті, перегною під нависаючим дерном, дуплах під корінням дерев, нижніх сторонах колод, вапняних біотопах; на висотах від 40 до 2000 метрів.

## Характеристика
Рослини в тонких або щільних килимках, від блідо-зелених до жовтуватих, глянцевих або рідко матових. Стебла до 4 см, 1–4 мм завширшки вздовж облиственого стебла, прямі або іноді лежачі. Листки прямі чи іноді розпростерті, черепицеві чи рідко розставлені, яйцюваті чи видовжено-яйцюваті, симетричні, сильно увігнуті, рідко майже плоскі, 1–3 × 0.4–1.4 мм; краї плоскі або часто вузько загнуті майже до вершини, цілі або рідко зубчасті на вершині; верхівка різко загострена чи тонко-загострена, не різко звужена. Спеціалізоване нестатеве розмноження іноді представлене у вигляді пропагули. Вид дводомний, плодоносить рідко. Коробочкові ніжки від світло-коричневого до червоного, 1–2.6 см, прямі або дещо вигнуті. Коробочка від прямої до похилої, у зрілому віці від світло-коричневої до темно-червоної, пряма чи дугаста, 1–2.5 × 0.3–0.8 мм, гладка або часто смугаста або зморшкувата, сильно зморшкувата на шийці. Спори 9–14 мкм.